# Cheiloceras
Genre
Cheiloceras est un genre éteint de goniatites de la sous-classe des ammonoïdés qui vivait au Dévonien supérieur, il y a environ de -382 Ma à -359 Ma. Il chassait des invertébrés et petits poissons dans les mers chaudes de France et d'Allemagne.

## Liste des espèces
Selon GBIF (site visité le 13 janvier 2023), le genre compte les espèces suivantes:
- Cheiloceras (Cheiloceras) amblylobum (Sandberger & Sandberger, 1851)
- Cheiloceras artum (Bogoslovsky, 1971)
- Cheiloceras bogoslovskyi (Becker, 1990)
- Cheiloceras curvispina (Sandberger & Sandberger, 1850)
- Cheiloceras depressum Sobolew, 1914
- Cheiloceras inceptum Petersen, 1975
- Cheiloceras longilobum (Sobolew, 1914)
- Cheiloceras ovatolobum Babin, 1966
- Cheiloceras ovatum (Munster, 1832)
- Cheiloceras (Cheiloceras) sacculus (Sandberger & Sandberger, 1851)
- Cheiloceras schmidti Petersen, 1975
- Cheiloceras simplex (Raymond, 1909)
- Cheiloceras subcostatum Sobolew, 1914
- Cheiloceras (Cheiloceras) subpartitum (Munster, 1839)
- Cheiloceras verneuili (Munster, 1839)
- Goniatites retrorsus

## Référence
- (de) Frech, 1897 : 1. Theil, Lethaea palaeozoica, 2. Bd., 1. Lief. Lethaea geognostica oder Beschreibung und Abbildung der für die Gebirgs-Formationen bezeichnendsten Versteinerungen. Stuttgart, 1897.